# Enzo Mazzi

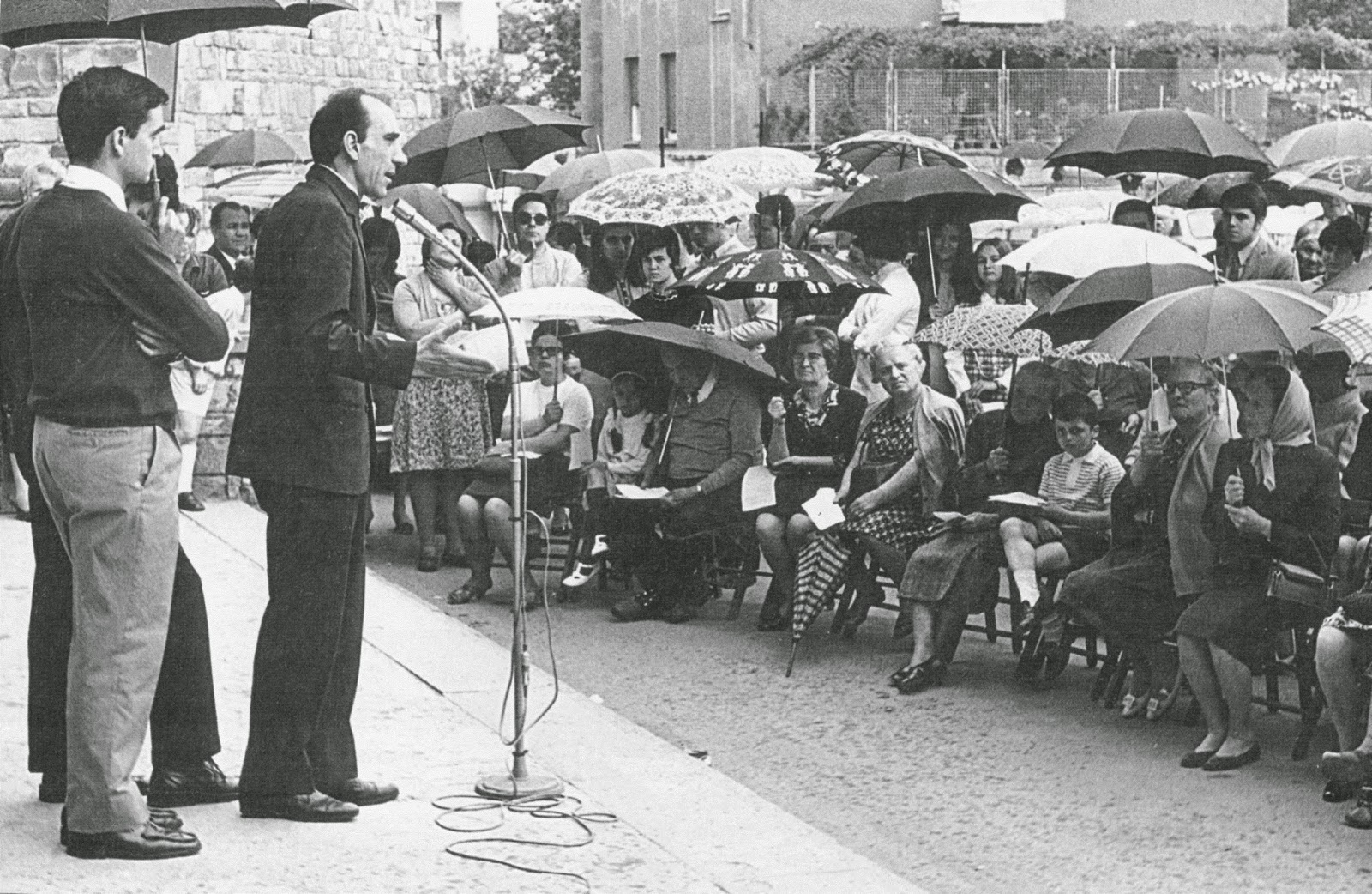
Don Enzo Mazzi celebra la messa in piazza dell'Isolotto nel 1969

Don Enzo Mazzi (Borgo San Lorenzo, 11 marzo 1927 – Firenze, 22 ottobre 2011) è stato un presbitero italiano.

## Biografia
Fu parroco nel quartiere Isolotto a Firenze dal 1954 al 1968, dove esercitò la sua azione pastorale aderendo radicalmente alle istanze rinnovatrici alimentate dal concilio Vaticano II. Con il consenso dell'Arcivescovo di Firenze, card. Elia Dalla Costa, poggiò le fondamenta della nuova parrocchia dell'Isolotto su due elementi: 1 - la pastorale dichiaratamente missionaria che non faceva riferimento a dogmi o a teoremi dottrinali: l'intento era quello di superare gli steccati tra credenti e non credenti, tra buoni e cattivi, gli steccati politici; 2 - l'esercizio gratuito del ministero in tutti i suoi aspetti, rifiutando le "tariffe" sia per la messa sia per tutti i sacramenti. Solidarizzò con i cattolici che non si riconoscevano nella politica democristiana e alloggiò in canonica disabili, ex carcerati e alcune case famiglia che accolsero bambini provenienti da orfanotrofi. Nel 1968 manifestò con i suoi parrocchiani e con le parrocchie della Casella e del Vingone aperta solidarietà con i giovani cattolici dissenzienti che avevano occupato il Duomo di Parma. Dopo un'assemblea della sua comunità parrocchiale, che raccolse diecimila persone, fu rimosso dall'incarico di parroco da parte del cardinale Ermenegildo Florit, ma continuò ad esercitare la sua azione pastorale in alcuni locali del quartiere, le "baracche verdi" dove avevano avuto sede le prime scuole del quartiere, condividendo il percorso della comunità cristiana di base dell'Isolotto, che dall'estate 1969 riprese le celebrazioni eucaristiche nella piazza dell'Isolotto. Dopo l'allontanamento dalla parrocchia ha lavorato prima come elettricista e, dopo aver vinto un concorso, come maestro elementare fino alla pensione. Non è mai stato ridotto allo stato laicale e, fino al 1987, il suo nome figurava nell'elenco dei sacerdoti citati nell'Annuario diocesano.
Negli anni ottanta, l'arcivescovo Silvano Piovanelli promosse un'opera di riconciliazione con la Comunità dei fedeli che si erano costituiti in "Comunità di base" insieme a Enzo Mazzi e Sergio Gomiti, tramite un doppio intervento, prima nella chiesa parrocchiale, poi nella sede della Comunità, alloggiata nelle "baracche verdi" messe a disposizione dal Comune di Firenze.
Nel 2009 accolse Beppino Englaro, padre di Eluana Englaro, quando venne a Firenze a ricevere la cittadinanza onoraria.
Scomparso nel 2011 all'età di 84 anni, scelse di essere cremato.
Fu a lungo collaboratore di Repubblica, per la quale affrontò spesso i temi del rinnovamento della Chiesa e della sua apertura alle istanze sociali. Frequenti i suoi articoli su "Il Manifesto" col quale ha pubblicato alcuni dei suoi ultimi libri. Alcuni dei suoi numerosi articoli su vari quotidiani e riviste sono stati raccolti in una pubblicazione curata dalla Comunità dell'Isolotto, a 10 anni dalla sua morte.

## Opere
- Firenze e Savonarola: attualità della rivoluzione dei profeti disarmati, Firenze: Comune di Firenze Quartiere 4: Isolotto-Legnaia, 1997
- Firenze e Savonarola, Scandicci: CentroLibro, 1999 (curatore)
- Giordano Bruno: attualità di un'eresia, prefazione di Giovanni Franzoni, Roma: Manifestolibri, 2000
- La forza dell'esodo, Roma: ManifestoLibri, 2001
- Ernesto Balducci e il dissenso creativo, Roma: ManifestoLibri, 2002
- Cristianesimo ribelle, Roma: ManifestoLibri, 2008
- Giordano Bruno. Attualità di un'eresia, Roma: ManifestoLibri, 2009
- Il valore dell'eresia, Roma: ManifestoLibri, 2010